# Gododdin
Gododdin (go'doðin) es el nombre de un reino britano del noreste de Gran Bretaña (nordeste de Inglaterra y sudeste de Escocia) que floreció en la Britania posromana en el territorio ancestral de los Votadini, parte del territorio conocido como Yr Hen Ogledd ("El viejo norte"). El nombre Gododdin es la forma moderna de Guotodin, el término britónico para Votadini.
Es conocido por el poema galés del siglo VI Y Gododdin, atribuido a Aneirin.

## El reino de Gododdin
No se conoce con exactitud la extensión del reino. Posiblemente abarcara desde el área de Stirling hasta el reino de Bryneich (Bernicia), incluyendo Lothian y las regiones fronterizas del este de Escocia. Limitaba al oeste con el Reino de Strathclyde y al norte con los pictos. 
Quienes vivían alrededor de Clackmannanshire eran conocidos como los Manaw Gododdin. Según la tradición, los reyes de este periodo vivieron en Traprain Law, en Eidyn Din (Edimburgo, todavía conocida como Dun Éideann), y probablemente también en Din Baer (Dunbar). 
A raíz de la retirada romana del 410, el legendario rey Coel Hen, posiblemente el último de los Dux Brittanniarum, tomó control de la capital en el norte de Eburacum (York), en el territorio de los antiguos brigantes, y pudo crear y mantener un reino unido durante los primeros años, pero a su muerte se dividió en tres reinos y gradualmente la organización tornó a sus bases tribales históricas.
Alrededor de 470 la mayoría de las tierras de los Votadini se convirtió en el reino de Gododdin, mientras que la parte sur de su territorio entre el río Tweed y el Tees (Northumberland y Durham) se convirtió en el reino de Bryneich.
David Nash Ford identifica los reyes de Gododdin con los de Lothian. El rey Leudonus (Lot o Loth) es recordado en la leyenda de San Kentigern o Mungo. Cunedda, legendario fundador del reino de Gwynedd en el norte de Gales, se considera que era un señor de la guerra de los Manaw Gododdin que habría emigrado al sudoeste en esa época.
En el siglo VI, Bryneich fue invadida por los anglos y el nuevo reino fue conocido como Bernicia. Los anglos continuaron su presión hacia el norte y alrededor del 600 unos 300 hombres escogidos principalmente del reino de Gododdin y de Elmet liderados por Cynan, rey de Lothian y Mynyddog Mwynfawr, rey de Din Eidyn, cayeron en la batalla de Catraeth (Catterick, North Yorkshire) frente a los anglos, según consta en el ciclo Y Gododdin de Aneirin. La heroica batalla de Catreath fue un desastre para los celtas. La flor de la clase guerrera del norte fue diezmada por la fuerza numéricamente superior de los anglos y tanto Gododdin como los restantes reinos del Norte, incluyendo Elmet, fueron debilitados fatalmente por la derrota.
En 638, los monjes de Iona registraron el sitio de Din Eidyn (Edimburgo) por Domnall Brecc de Dal Riada aliado de Oswald de Northumbria, pero no dicen nada sobre el desenlace. Posiblemente Gododdin quedara bajo dominio northumbriano y picto. No obstante, tras la victoria en la Batalla de Dunnichen, los Gododdin saquearon el monasterio northumbrio de Abercorn y, según Beda, recuperaron la libertad, pero su reino nunca volvió a aparecer en la historia.